# 弓削広方
弓削 広方（ゆげ の ひろかた）は、奈良時代の貴族。氏姓は弓削連のち弓削宿禰、弓削御浄朝臣。大納言・弓削浄人の子。官位は正五位下・右兵衛佐。

## 経歴
父の弓削浄人が天平宝字8年（764年）7月に弓削連姓から弓削宿禰姓に、さらに9月に弓削御浄朝臣に改めており、広方も同時に改姓したと想定される。
天平神護3年（767年）従五位下・武蔵員外介に叙任される。のち、近衛将監・右兵衛佐といった武官を務め、神護景雲3年（769年）10月の称徳天皇の由義宮行幸に従い、正五位下に叙せられるなど、叔父・道鏡の権勢下において順調に昇進を果たす。
しかし、神護景雲4年（770年）8月に称徳天皇が崩御すると、道鏡と浄人の兄弟は失脚。浄人と弟の広田・広津と共に弓削姓（無姓）に戻された上、土佐国への流罪となった。天応元年（781年）桓武天皇の即位後に赦免され、本国である河内国若江郡に戻されたが、再び平城京に入京することは許されなかった。

## 官歴
『続日本紀』による。
- 天平宝字8年（764年） 7月6日：連姓から宿禰姓に改姓。9月11日：弓削宿禰姓から弓削御浄朝臣姓に改姓。
- 時期不詳：正六位上
- 天平神護3年（767年） 正月18日：従五位下。8月29日：武蔵員外介
- 時期不詳：近衛将監
- 神護景雲2年（768年） 4月12日：武蔵介
- 神護景雲3年（769年） 6月9日：右兵衛佐、武蔵介如故。日付不詳：従五位上。10月30日：正五位下
- 神護景雲4年（770年） 8月22日：流罪（土佐国）
- 天応元年（781年） 6月18日：本郷に放還